# Paxico
Paxico és una població dels Estats Units a l'estat de Kansas. Segons el cens del 2000 tenia 211 habitants.

## Demografia
Segons el cens del 2000, Paxico tenia 211 habitants, 82 habitatges, i 55 famílies. La densitat de població era de 581,9 habitants/km².
Dels 82 habitatges en un 31,7% hi vivien nens de menys de 18 anys, en un 53,7% hi vivien parelles casades, en un 9,8% dones solteres, i en un 32,9% no eren unitats familiars. En el 29,3% dels habitatges hi vivien persones soles el 14,6% de les quals corresponia a persones de 65 anys o més que vivien soles. El nombre mitjà de persones vivint en cada habitatge era de 2,57 i el nombre mitjà de persones que vivien en cada família era de 3,22.
Per edats la població es repartia de la següent manera: un 29,4% tenia menys de 18 anys, un 7,6% entre 18 i 24, un 27,5% entre 25 i 44, un 22,3% de 45 a 60 i un 13,3% 65 anys o més.
L'edat mediana era de 34 anys. Per cada 100 dones de 18 o més anys hi havia 101,4 homes.
La renda mediana per habitatge era de 41.250 $ i la renda mediana per família de 45.000 $. Els homes tenien una renda mediana de 38.750 $ mentre que les dones 26.250 $. La renda per capita de la població era de 14.274 $. Entorn del 5,8% de les famílies i el 10,3% de la població estaven per davall del llindar de pobresa.

## Poblacions més properes
El següent diagrama mostra les poblacions més properes.